# Jefta

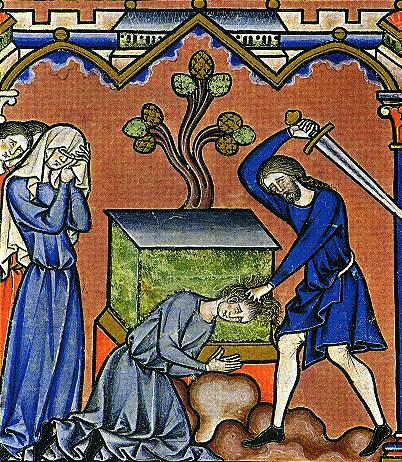
Jefta offrar sin dotter (Frankrike, kring 1250).

Jefta var enligt Domarboken i Gamla Testamentet en domare i Israel. Vid en strid mot ammoniterna lovade han, i händelse av seger, att offra den första han mötte vid hemkomsten. När han kom hem var den första han mötte hans dotter. När Jefta får se henne sliter han sina kläder över att behöva offra sin enda dotter. Dottern säger till sin far att om han gett ett löfte till Herren måste han hålla det, men ber om en frist på två månader "så att jag kan ströva i bergen med mina väninnor och gråta över att jag måste dö som jungfru" (Domarboken 11:37, Bibel 2000). Efter två månader kommer hon tillbaks och Jefta gör då med henne "i enlighet med sitt löfte" (Domarboken 11:39).
Att Jefta skulle frambringa ett människooffer till Gud kan tyckas strida mot den mosaiska lagen och därför har teologer varierande tolkningar om detta. Vissa menar att offret bestod i att Jeftas dotter vigdes till celibat i Herrens tjänst. Andra menar att offret inte behagade Gud men att Gud tillät det; Johannes Chrysostomos menar att Gud tillät Jefta att döda sin dotter för att visa konsekvensen av obetänksamma löften och därmed förhindra framtida sådana. Andra menar att händelsen är ett exempel på det moraliska förfall som Israel befann sig i vid den tiden.